# Route 45 (Islande)
Pour les articles homonymes, voir Route 45.
La Route 45 (Þjóðvegur 45) ou Garðskagavegur est une route islandaise reliant Keflavík à Sandgerði.

## Trajet
- Keflavík -
- -  vers Sandgerði
- Phare de Hólmsberg
- Garður
- Phare de Garðskagi
- Sandgerði
  -  -  vers Keflavík
- Phare de Stafnes
- -  vers Hafnir et Keflavík
- Route 43